# Лорвил (Висконсин)
Лорвил (енгл. Lohrville) град је у америчкој савезној држави Висконсин.

## Демографија
По попису из 2010. године број становника је 402, што је 6 (-1,5%) становника мање него 2000. године.
| Група             | 2000.       | 2010.       |
| Белци             | 391 (95,8%) | 372 (92,5%) |
| Афроамериканци    | 0 (0,0%)    | 2 (0,5%)    |
| Азијати           | 0 (0,0%)    | 2 (0,5%)    |
| Хиспаноамериканци | 9 (2,2%)    | 16 (4,0%)   |
| Укупно            | 408         | 402         |